# Carboxysome

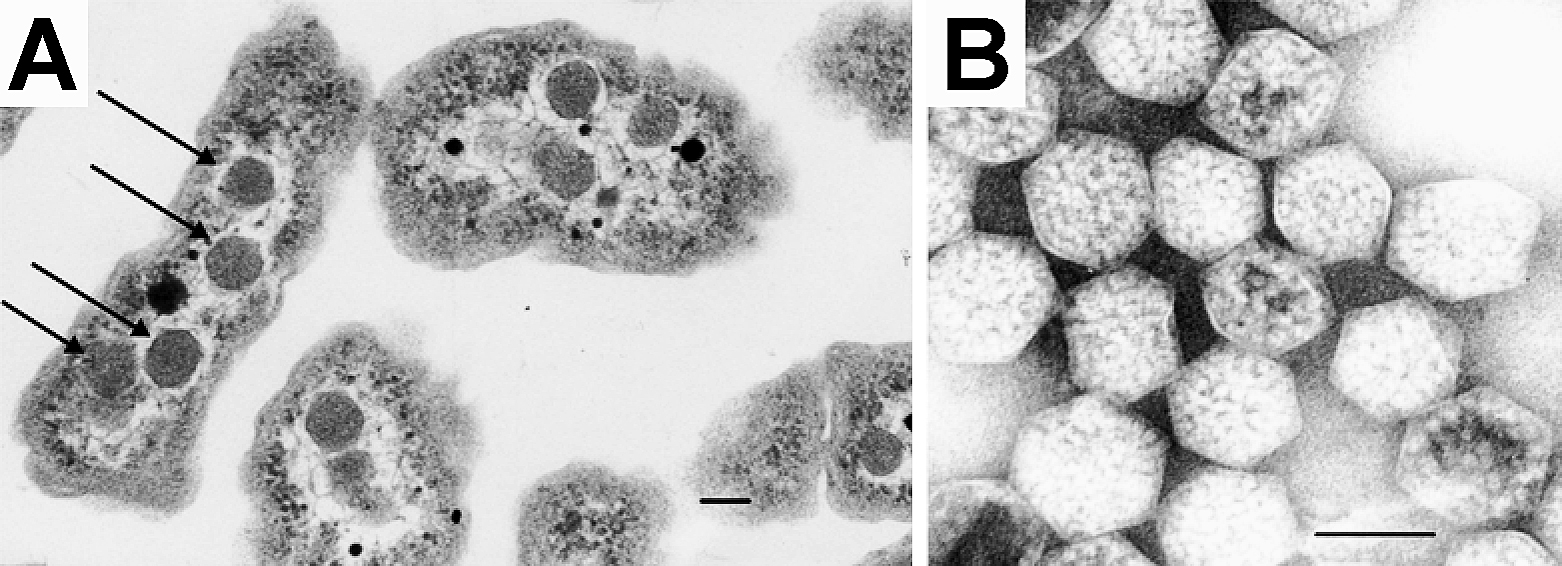
[A] Microscopie électronique de cellules de Halothiobacillus neapolitanus dont les carboxysomes sont indiqués par des flèches.
[B] Vue de carboxysomes intacts isolés d’H. neapolitanus ; la barre d'échelle indique une longueur de 100 nm.

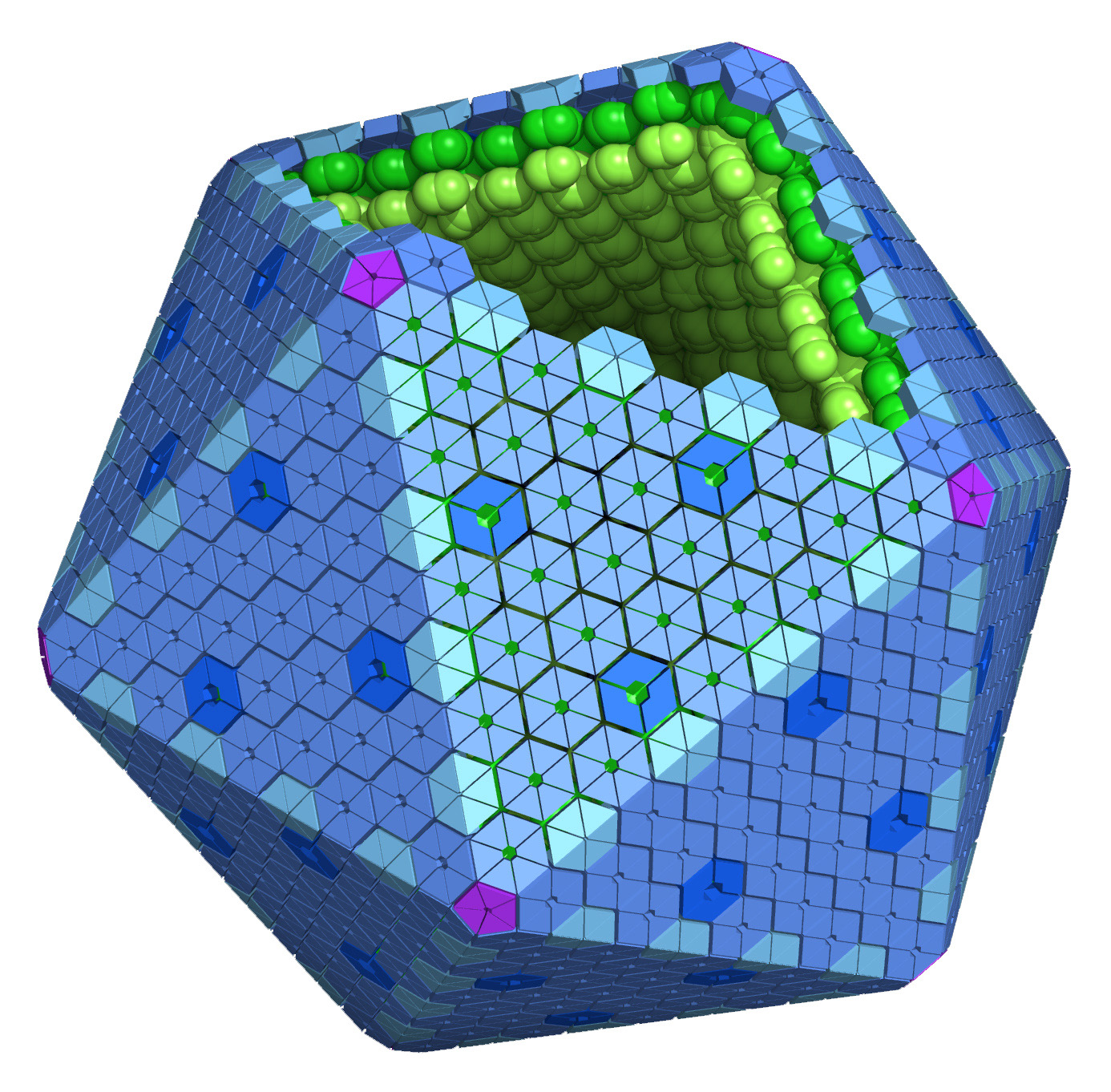
Représentation d'un carboxysome montrant les hexamères en bleu (les différentes teintes de bleu indiquent des hexamères de nature et de fonction différentes), les pentamères en magenta et les enzymes encapsulées en vert.

Un carboxysome est un microcompartiment bactérien contenant des enzymes impliquées dans la fixation du carbone. Ces organites sont formés d'une coque protéique polyédrique d'environ 80  à   140 nm de diamètre. On les trouve chez toutes les cyanobactéries et de nombreuses bactéries chimiotrophes qui fixent le CO2. On pense que ces compartiments permettent de concentrer le dioxyde de carbone autour de la Rubisco afin de favoriser l'activité carboxylase de cette enzyme limitante du cycle de Calvin, dont elle catalyse la première étape.
Les carboxysomes appartiennent à un groupe plus vaste de microcompartiments protéiques aux fonctions variées mais aux structures semblables reposant sur l'homologie de deux familles de protéines qui en constituent la coque.
Les carboxysomes adoptent une géométrie en icosaèdre ou quasiment icosaédrique, typiquement de 80  à   120 nm de diamètre. Ils possèdent une coque externe constituée de quelques milliers de sous-unités protéiques qui encapsulent de multiples exemplaires des deux enzymes de fixation du carbone : l'anhydrase carbonique et la Rubisco.
La structure des protéines qui constituent la coque a été caractérisée par cristallographie aux rayons X. La majorité d'entre elles forment un hexamère cyclique qui constitue le motif de base de la coque. Ces hexamères s'assemblent pour former des couches moléculaires denses qui constituent la coque externe. Des pores dans la structure pourraient permettre le passage des molécules de substrat — bicarbonate et ribulose-1,5-bisphosphate — et produit — 3-phosphoglycérate. Les résidus d'acides aminés chargés positivement présents dans les pores pourraient faciliter la diffusion de ces molécules de substrat et de produit, qui sont chargées négativement. Des protéines pentamériques pourraient quant à elles former les sommets de la coque icosaédrique.
Un certain nombre de capsides virales sont construites à partir de protéines hexamériques et pentamériques comme les carboxysomes, mais on ignore s'il existe une filiation entre les deux.
Les molécules d'enzymes semblent s'agencer en couches concentriques à l'intérieur de la coque protéique,. Par ailleurs, la forme non icosaédrique de certains carboxysomes peut s'expliquer dans le cadre de la théorie élastique de coques minces hétérogènes.
Les travaux sur Halothiobacillus neapolitanus ont montré que des mutants dépourvus de Rubisco assemblent des coques vides de forme et de composition normales, ce qui suggère que la biogenèse des coques des carboxysomes et la séquestration de leur contenu enzymatique sont deux processus indépendants mais fonctionnellement liés. Il a également été montré que les carboxysomes de cette espèce s'accommodent de formes chimériques et hétérogènes de Rubisco et que c'est la grande sous-unité de la Rubisco qui détermine si l'enzyme est séquestrée dans des carboxysomes ou non.